# Teucrium muletii
Teucrium muletii és una espècie del gènere Teucrium que va ser descrit el 2013 al Desert de les Palmes a Benicàssim a la província de Castelló. L'epítet muletii es va donar en honor del farmacèutic i botànic castellonenc Josep Maria Mulet Ortiz (1925-1994). S'ha descrit un llistonar nou amb una associació Teucrio muletii-Brachypodietum retusi característica de la costa castellonenca.